# Diocesi di Vassinassa
La diocesi di Vassinassa (in latino Dioecesis Vassinassensis) è una sede soppressa e sede titolare della Chiesa cattolica.

## Storia
Vassinassa, nell'odierna Tunisia, è un'antica sede episcopale della provincia romana di Bizacena.
La sede è ricordata dalla lista episcopale della Bizacena del 484, ma non viene indicato il nome del vescovo.
Dal 1933 Vassinassa è annoverata tra le sedi vescovili titolari della Chiesa cattolica; dal 25 settembre 2024 il vescovo titolare è Zbigniew Daniel Wołkowicz, vescovo ausiliare di Łódź.

## Cronotassi dei vescovi titolari
- Charles Eugène Parent † (25 febbraio 1967 - 26 novembre 1970 dimesso)
- Léon Eugène Émile François Dixneuf † (27 novembre 1972 - 27 giugno 1973 deceduto)
- Robert Pierre Sarrabère † (7 novembre 1974 - 25 aprile 1978 succeduto vescovo di Aire e Dax)
- Bogdan Józef Wojtuś † (24 settembre 1988 - 20 ottobre 2020 deceduto)
- Zbigniew Daniel Wołkowicz, dal 25 settembre 2024